# Teodor Balș
Teodor Balș ou Théodore Bals , né en 1790 et mort le 1er mars 1857 à Iași, est caïmacan de Moldavie entre le 26 juin 1856 et sa mort.

## Biographie
Boyard moldave de famille non princière. Il ambitionne de devenir  prince de Moldavie  et il renoue avec les méthodes des Phanariotes et offre le versement d’un tribut de 80 000 ducats à la Sublime Porte pour obtenir le titre.
Dans ce contexte il est un conservateur et un adversaire acharné de l’union des principautés de Moldavie et de Valachie. C’est pour cette raison qu’il est nommé le 26 juin 1856 « Caïmacan » par les administrations ottomane et autrichienne qui régissent la Moldavie depuis l’expiration du mandat princier de Grigore V Ghica.
Teodor Balș s’emploie immédiatement à abolir les principales réformes progressistes de son prédécesseur humaniste. Il destitue les préfets nommés par celui-ci, supprime la Faculté de droit de Jassy, la Banque Nationale et abolit les mesures de libéralisation de la presse.
Il meurt subitement en exercice le 1er mars 1857 et il est remplacé par Nicolas Vogoridès qui est également un conservateur adversaire de l'union.

## Note
1. ↑  La monarchie était élective dans les principautés roumaines de Moldavie et de Valachie. Le souverain (voïvode, hospodar ou domnitor selon les époques et les sources) était élu par (et souvent parmi) les boyards, puis agréé par les Ottomans : pour être nommé, régner et se maintenir, il s'appuyait sur les partis de boyards et fréquemment sur les puissances voisines, russe et turque, car jusqu'en 1859 les deux principautés étaient vassales et tributaires de la « Sublime Porte ». Le candidat au trône devait ensuite "amortir ses investissements" par sa part sur les taxes et impôts, verser en outre le tribut aux Ottomans, payer ses mercenaires et s'enrichir néanmoins. Pour cela, un règne d'un semestre au moins était nécessaire, mais la "concurrence" était rude, certains princes ne parvenaient pas à se maintenir assez longtemps sur le trône, et devaient ré-essayer. Cela explique le "jeu des chaises musicales" sur les trônes, la brièveté de beaucoup de règnes, les règnes interrompus et repris, et parfois les règnes à plusieurs (co-princes). Quant au gouvernement, il était assuré par les ministres et par le Sfat domnesc (conseil des boyards).
Concernant le tribut aux Turcs, la vassalité des principautés roumaines envers l'Empire ottoman ne signifie pas, comme le montrent par erreur beaucoup de cartes historiques, qu'elles soient devenues des provinces turques et des pays musulmans. Seuls quelques petits territoires moldaves et valaques sont devenus ottomans : en 1422 la Dobrogée au sud des bouches du Danube, en 1484 la Bessarabie alors dénommée Boudjak, au nord des bouches du Danube (ce nom ne désignait alors que les rives du Danube et de la mer Noire), en 1538 les rayas de Brăila alors dénommée Ibrahil et de Tighina alors dénommée Bender, et en 1713 la raya de Hotin. Le reste des principautés de Valachie et Moldavie (y compris la Moldavie entre Dniestr et Prut qui sera appelée Bessarabie en 1812, lors de l'annexion russe) ont conservé leurs propres lois, leur religion orthodoxe, leurs boyards, princes, ministres, armées et autonomie politique (au point de se dresser plus d'une fois contre le Sultan ottoman). Les erreurs cartographiques et historiques sont dues à l'ignorance ou à des simplifications réductrices. Voir Gilles Veinstein et Mihnea Berindei : L'Empire ottoman et les pays roumains, EHESS, Paris, 1987.
2. ↑  Gouverneur de province dans la hiérarchie administrative ottomane